# Jacobaea mollis
Jacobaea mollis là một loài thực vật có hoa trong họ Cúc. Loài này được (Willd.) B.Nord. mô tả khoa học đầu tiên năm 2006.